# Liptovská Teplička
Liptovská Teplička es un municipio del distrito de Poprad en la región de Prešov, Eslovaquia, con una población estimada a final del año 2024 de 2362 habitantes.
Se encuentra ubicado al oeste de la región, cerca del río Poprad (cuenca hidrográfica del río Vístula) y de la frontera con la región de Žilina.

## Demografía
| Año        | 1994 | 2004    | 2014    | 2024    |
| ---------- | ---- | ------- | ------- | ------- |
| Población  | 2180 | 2293    | 2434    | 2362    |
| Diferencia |      | +5,18 % | +6,14 % | −2,95 % |

| Año        | 2023 | 2024    |
| ---------- | ---- | ------- |
| Población  | 2380 | 2362    |
| Diferencia |      | −0,75 % |